# Elecciones generales de Barbados de 2013
Las elecciones parlamentarias de Barbados de 2013 se llevaron a cabo el 21 de febrero de 2013. La elección, fecha y hora fue anunciada por el primer ministro Freundel Stuart el 29 de enero de 2013. La nominación de candidatos continuó hasta el 6 de febrero. El resultado fue una victoria para el gobernante Partido Democrático Laborista, que ganó 16 de los 30 escaños en la Cámara de la Asamblea.

## Antecedentes
Las elecciones parlamentarias de la Cámara de Representantes de Barbados, según la Constitución, deben realizarse a más tardar cada cinco años después de la anterior elección. Las elecciones anticipadas pueden ser declaradas por el Gobernador General a propuesta del gobierno o de la declaración del Parlamento de Barbados del voto de censura al primer ministro.

## Resultados
| Partido                                                                             | Votos   | %     | Escaños | +/–   |
| ----------------------------------------------------------------------------------- | ------- | ----- | ------- | ----- |
| Partido Democrático Laborista                                                       | 78.851  | 51,30 | 16      | –4    |
| Partido Laborista de Barbados                                                       | 74.121  | 48,22 | 14      | +4    |
| Congreso Democrático Popular                                                        | 89      | 0,06  | 0       | 0     |
| Partido Bajan Libre                                                                 | 50      | 0,03  | 0       | Nuevo |
| Gobierno del Reino de Barbados                                                      | 39      | 0,03  | 0       | Nuevo |
| Independientes                                                                      | 552     | 0,36  | 0       | 0     |
| Votos nulos                                                                         | 741     | –     | –       | –     |
| Total                                                                               | 154.443 | 100   | 30      | 0     |
| Votantes registrados/Participación                                                  | 249.024 | 62,02 | –       | –     |
| Fuente: Caribbean Elections Archivado el 4 de diciembre de 2017 en Wayback Machine. |         |       |         |       |